# Кибри
Кибри (фр. Cubry) насеље је и општина у источној Француској у региону Франш-Конте, у департману Ду која припада префектури Безансон.
По подацима из 2011. године у општини је живело 81 становника, а густина насељености је износила 15,0 становника/km². Општина се простире на површини од 5,4 km². Налази се на средњој надморској висини од 340 метара (максималној 453 m, а минималној 266 m).

## Демографија
| 1962. | 1968. | 1975. | 1982. | 1990. | 1999. | 2011. |
| ----- | ----- | ----- | ----- | ----- | ----- | ----- |
| 66    | 96    | 82    | 106   | 105   | 70    | 81    |

График промене броја становника у току последњих година